# Fernando DDI
Fernando Luiz de Oliveira Valença dit Fernando DDI, né le 8 mars 1981 à Garanhuns, est un joueur brésilien international de beach soccer.
Fernando DDI doit son pseudonyme à un contrat publicitaire. Il joue auparavant pour le Recife Futebol Clube.

## Palmarès

### En sélection
| Compétitions mondiales                                                              | Compétitions continentales                                                         |
| ----------------------------------------------------------------------------------- | ---------------------------------------------------------------------------------- |
| - Coupe du monde - 3e en 2013 - Coupe intercontinentale - Finaliste en 2011 et 2012 | - Championnat CONMEBOL - 3e en 2013 - Copa América (2) - Vainqueur en 2012 et 2013 |

### En club
Maranhão
- Champion des États brésiliens en 2008

 Krylia Sovetov
- 3e du Championnat de Russie en 2011
- 3e de la Coupe de Russie en 2011

 Sporting Portugal
- Finaliste de la Coupe du monde des clubs en 2011, demi-finaliste en 2012

 Corinthians
- Vainqueur de la Coupe du monde des clubs en 2013

### Individuel
- Meilleur buteur de la :
  - Coupe de Russie en 2011
  - Coupe intercontinentale en 2012